# Malik Azmani

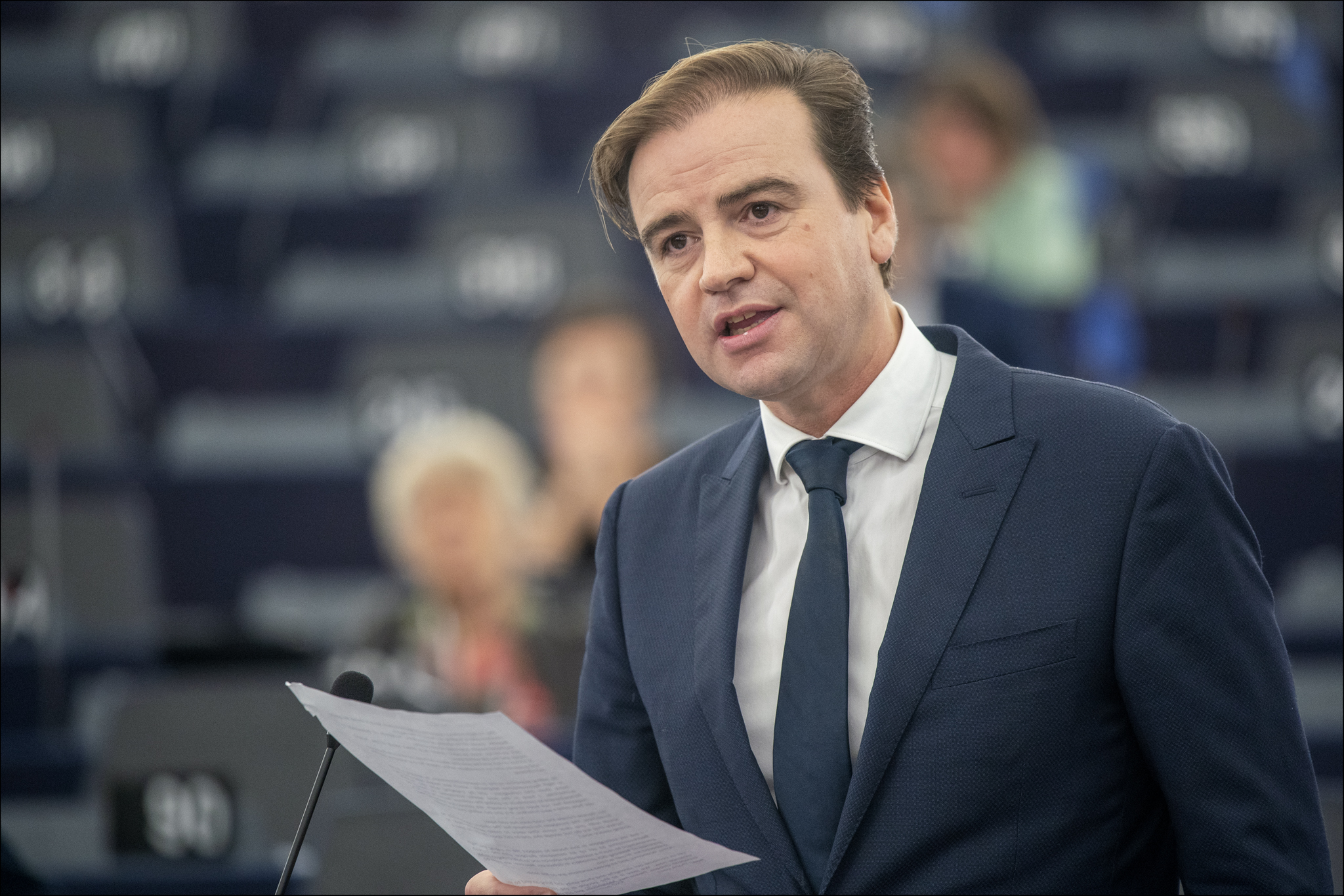

Malik Azmani (* 20. Januar 1976) ist ein niederländischer Politiker und ehemaliger Rechtsanwalt und Beamter. Als Mitglied der Volkspartei für Freiheit und Demokratie (VVD), deren Liste er bei der Europawahl 2019 anführte, ist er seitdem Mitglied des Europäischen Parlaments (MdEP). Azmani wurde 2010 erstmals in die Zweite Kammer der Generalstaaten gewählt.

## Früheres Leben und Karriere
Azmani stammt aus Heerenveen. Er ist durch seinen Vater marokkanischer Abstammung und durch seine Mutter friesischer Abstammung. Bevor er beim Immigration and Naturalization Service (IND) Karriere machte, studierte er Rechtswissenschaften an der Universität Groningen.

## Politische Karriere

### Karriere in der nationalen Politik, 2010–2019
Als Mitglied der Volkspartei für Freiheit und Demokratie war Azmani von 2010 bis 2019 Mitglied der Zwriten Kammers. Von 2010 bis 2014 war er auch Mitglied des Gemeinderats von Ommen. In seiner politischen Arbeit konzentrierte er sich vor allem auf zu Migration und Asyl, Menschenhandel und Prostitution sowie das Nachrichten- und Sicherheitsdienstgesetz (Wiv). Darüber hinaus war Azmani von 2014 bis August 2018 Vorsitzender des Ausschusses für europäische Angelegenheiten in der Kammer. Neben seiner Funktion im Parlament war Azmani von 2013 bis 2016 Mitglied der niederländischen Delegation in der Parlamentarischen Versammlung des Europarats.

### Mitglied des Europäischen Parlaments, 2019–heute
Im Oktober 2018 wurde Azmani (ohne Gegenstimme) zum offiziellen Spitzenkandidaten der VVD bei den Wahlen zum Europäischen Parlament gewählt. Nach den Wahlen war Azmani Teil einer parteiübergreifenden Arbeitsgruppe, die mit der Ausarbeitung des vierjährigen Arbeitsprogramms des Europäischen Parlaments zu Rechtsstaatlichkeit, Grenzen und Migration beauftragt war.
Seitdem ist er stellvertretender Vorsitzender der Renew Europe-Gruppe unter der Leitung des Vorsitzenden Dacian Cioloș. Er ist außerdem Mitglied des Ausschusses für bürgerliche Freiheiten, Justiz und Inneres und stellvertretendes Mitglied des Ausschusses für auswärtige Angelegenheiten. 2021 trat er der von Roberta Metsola geleiteten Arbeitsgruppe des Parlaments zu Frontex bei. Neben seinen Ausschusstätigkeiten gehört Azmani den Delegationen des Parlaments für die Beziehungen zu den Maghrebstaaten, der Arabischen Maghreb-Union sowie der Parlamentarischen Versammlung der Union für den Mittelmeerraum an. Er ist auch Mitglied der Intergroup on LGBT Rights des Europäischen Parlaments. Azmani ist seit 2021 Teil der Delegation des Parlaments bei der Konferenz zur Zukunft Europas. Er ist in der 10. Legislaturperiode (2024–2029) Mitglied im Vorstand seiner Fraktion Renew Europe und Mitglied im Ausschuss für bürgerliche Freiheiten, Justiz und Inneres sowie stellvertretendes Mitglied im Ausschuss für auswärtige Angelegenheiten.